# Перино (Пјаченца)
Перино је насеље у Италији у округу Пјаченца, региону Емилија-Ромања.
Према процени из 2011. у насељу је живело 253 становника. Насеље се налази на надморској висини од 209 м.